# Villa Vogelsang

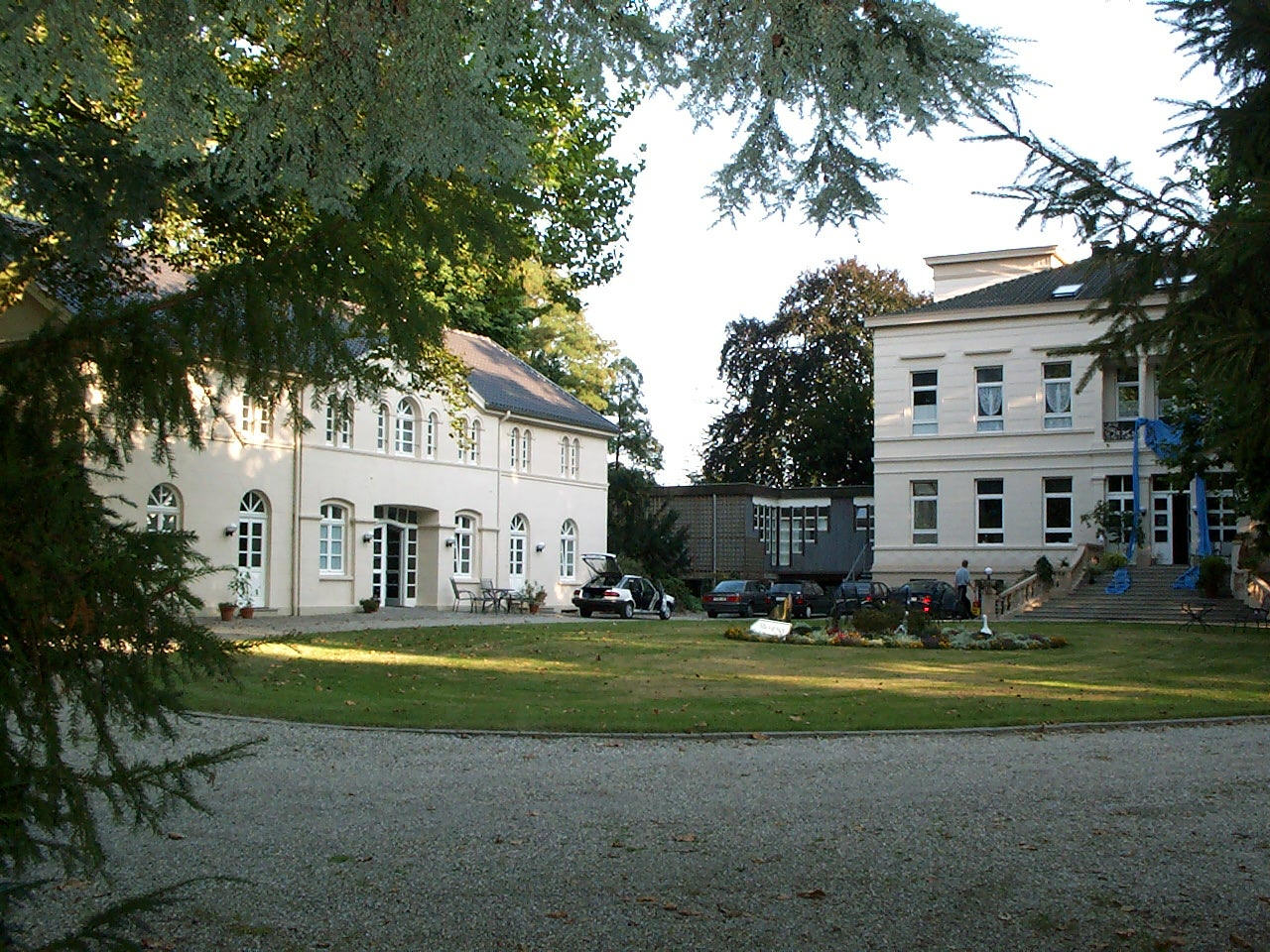
Garten- und Eingangsseite: Links die Remise, rechts die Villa Vogelsang (2004)

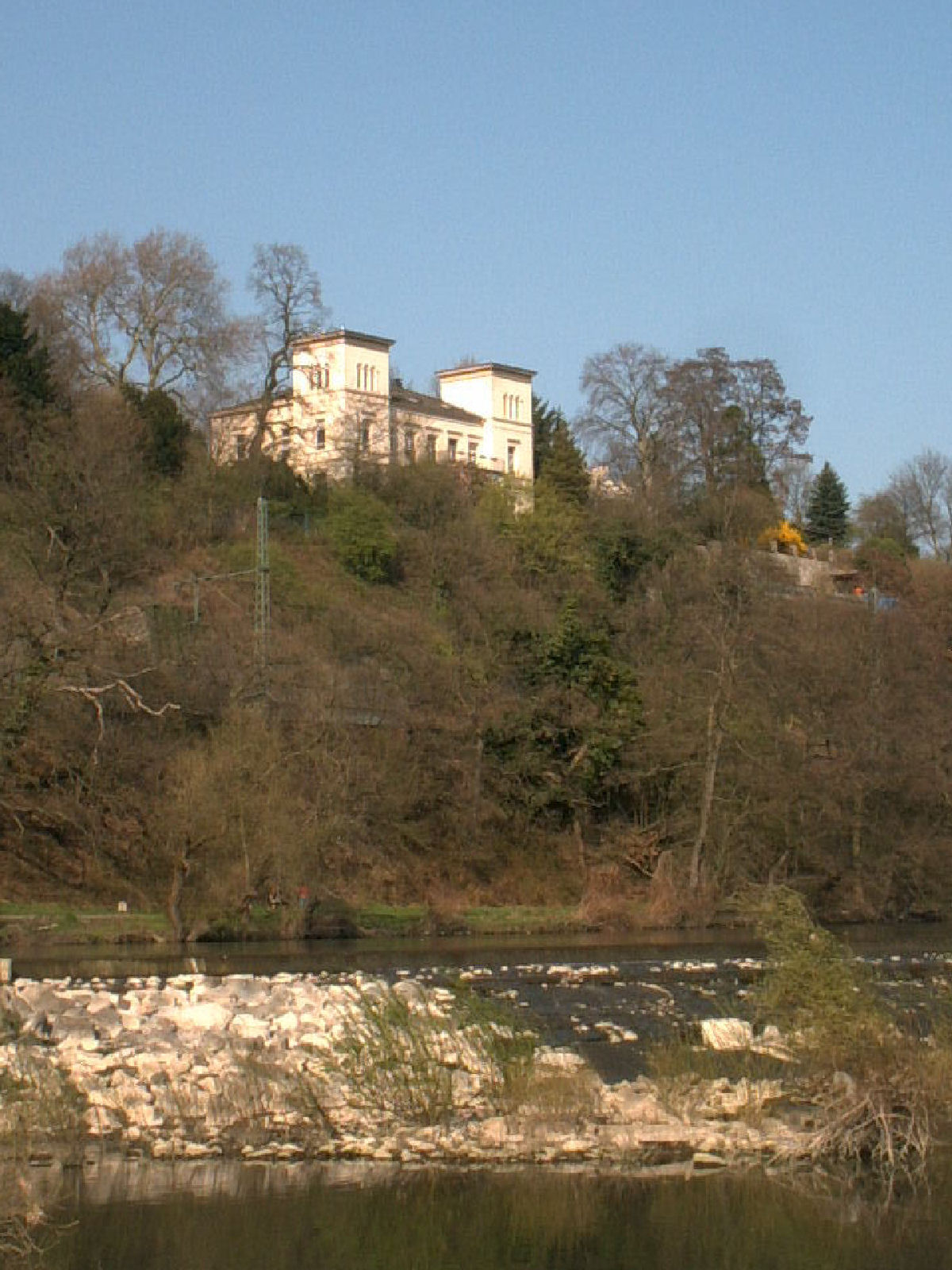
Blick von der Ruhr auf die Villa mit den beiden Ecktürmen (2005)

Die Villa Vogelsang ist eine Villa auf den Ruhrhöhen im Essener Stadtteil Horst an der Antonienallee. Der Name geht auf einen der früheren Eigentümer, den Unternehmer Wilhelm Vogelsang zurück. Auf dem parkähnlichen Grundstück befindet sich außerdem in direkter Nähe der Villa eine ehemalige Remise. Villa und Remise stehen unter Denkmalschutz und sind Teil der Route der Industriekultur.

## Geschichte
Der Unternehmer Friedrich Ludwig Niemann ließ die Villa und die Remise 1840–1850 nach Plänen Karl Friedrich Schinkels errichten. Die Gebäude befinden sich auf einem Felsen etwa 30 Meter oberhalb der Ruhr. Zum Anwesen gehört ein rund 25.000 m² großer privater Park mit altem Baumbestand. Niemann verkaufte das Anwesen 1870 an seinen Prokuristen Heinrich Dammer, der in der Villa mit seiner Schwester Eugenie lebte.
Infolge eines Konkurses wurde das Grundstück mit den Gebäuden am 27. September 1910 vom Essener Unternehmer Wilhelm Vogelsang (1877–1939) ersteigert, der in der Nähe auf dem Gelände der zeitgleich von ihm ersteigerten Horster Mühle eine Carbidfabrik errichtete und betrieb. Die Familie Vogelsang verkaufte das Anwesen 1947 an das Deutsche Rote Kreuz, das die Villa als Müttergenesungsheim nutzte.
Im Jahre 1962 wurde die Immobilie vom Bistum Essen erworben und als Kloster, nämlich als deutsches Noviziat der Missionsärztlichen Schwestern, genutzt. Der Unternehmer Reinhard Wiesemann kaufte die Anlage am 1. Juli 1994 und ließ bis 1999 die Gebäude denkmalgerecht restaurieren.

## Gebäude
Die Gebäude waren von 1840 bis 1850 von Schinkel im Stil des damals populären Klassizismus gestaltet worden. Die Villa ist zweigeschossig mit hohem Sockelbereich eines Untergeschosses, hat eine gegliederte Putzfassade, teils mit Quaderung, und ein Walmdach. An der dem Garten zugewandten Längsseite befindet sich ein dreigeteilter Mitteleingang mit davorliegender Freitreppe und mit gliedernden Pfeilern, darüber eine Loggia mit kannelierten Säulen. An der gegenüberliegenden, der Ruhr zugewandten Längsseite befinden sich zwei dreigeschossige Ecktürme; der Sockelbereich ist dort vorgezogen und bildet zwischen den Ecktürmen eine Galerie bzw. einen Mittelbalkon. Die Villa wurde im 20. Jahrhundert durch neuzeitlich gestaltete Anbauten ergänzt.
Die Remise besteht aus einem zweigeschossigen, langgestreckten Gebäude mit einer Putzfassade und einem Satteldach.

## Linuxhotel
Heute befindet sich in der Villa und den Nebengebäuden ein Hotel mit Tagungsstätte, das Linuxhotel. Es gilt als „eines der ungewöhnlichsten Hotels des Ruhrgebiets“. Die insgesamt neun Gästezimmer und Suiten sowie die zwei Tagungs- und Seminarräume sind mit umfangreichen technischen Einrichtungen zur Durchführung von Tagungen und Seminaren rund um die Themen Linux und freie Software ausgestattet.
Die Linuxhotel GmbH bietet ganzjährig eigene Kurse und Schulungen an, die überwiegend Anwendungen von freier Software behandeln. An Wochenenden treffen sich hier häufig Entwickler von Open-Source-Projekten. Außerdem finden im Hotel Firmenseminare sowie Veranstaltungen, Events und Familienfeiern statt. Zum Raum- und Nutzungsangebot des Hotels gehört auch ein Freizeit-, Fitness- und Saunabereich.
Die Linuxhotel GmbH ist Mitglied der Open Source Business Alliance.